# Franz Pichler (Politiker, 1920)
Franz Pichler (* 5. Oktober 1920 in St. Pölten; † 27. November 1982 ebenda) war ein österreichischer Politiker (SPÖ) und Metallarbeiter. Pichler  war von 1959 bis 1962 Abgeordneter zum Landtag von Niederösterreich und von 1962 bis 1982 Abgeordneter zum Nationalrat.
Pichler besuchte nach der Pflichtschule die Berufsschule und absolvierte eine Lehre als Schmied. Er arbeitete ab 1946 in seinem erlernten Beruf in den Voith-Werken St. Pölten und übernahm 1955 das Amt des Arbeiterbetriebsrates. Er wurde in der Folge Zentralbetriebsratsobmann der Voith-Werke, war ab 1959 Kammerrat der Kammer für Arbeiter und Angestellte Niederösterreich und fungierte ab 1962 als SPÖ-Bezirksparteiobmannstellvertreter. Ab 1964 hatte er den Vorsitz der Landesexekutive des Österreichischen Gewerkschaftsbundes für Niederösterreich inne, ab 1965 war er auch Obmann der Gewerkschaft der Metall- und Bergarbeiter für Niederösterreich. Zudem war Pichler von 1970 bis 1972
Vizepräsident der Arbeiterkammer Niederösterreich und ab 1972 Obmann der Niederösterreichischen Gebietskrankenkasse. Pichler war vom 4. Juni 1959 bis zum 6. Dezember 1962 Abgeordneter zum Niederösterreichischen Landtag, zwischen dem 14. Dezember 1962 und dem 30. September 1982 vertrat er die SPÖ im Nationalrat. 